# Shōhō
Shōhō (japanska: 正保?, Shōhō), 16 december 1644–15 februari 1648 är en period i den japanska tideräkningen som inleds med kejsare Go-Kōmyōs tronbestigning. Shogun var Tokugawa Iemitsu.
Namnet kommer från ett citat ur den gamla kinesiska historiekrönikan Shūjīng från 600-talet f.Kr. Kritik mot själva namnet lär ha tvingas hovet att byta period igen efter fyra år, se Keian.